# Blue Hill (Nebraska)
Blue Hill es una ciudad ubicada en el condado de Webster en el estado estadounidense de Nebraska. En el Censo de 2010 tenía una población de 936 habitantes y una densidad poblacional de 494,38 personas por km².

## Geografía
Blue Hill se encuentra ubicada en las coordenadas 40°19′59″N 98°26′54″O / 40.33306, -98.44833. Según la Oficina del Censo de los Estados Unidos, Blue Hill tiene una superficie total de 1.89 km², de la cual 1.89 km² corresponden a tierra firme y (0%) 0 km² es agua.

## Demografía
Según el censo de 2010, había 936 personas residiendo en Blue Hill. La densidad de población era de 494,38 hab./km². De los 936 habitantes, Blue Hill estaba compuesto por el 97.44% blancos, el 0.64% eran afroamericanos, el 0.11% eran amerindios, el 0.21% eran asiáticos, el 0.11% eran isleños del Pacífico, el 0.11% eran de otras razas y el 1.39% pertenecían a dos o más razas. Del total de la población el 1.82% eran hispanos o latinos de cualquier raza.